# Sathrophyllia femorata
Sathrophyllia femorata är en insektsart som först beskrevs av Fabricius 1787.  Sathrophyllia femorata ingår i släktet Sathrophyllia och familjen vårtbitare. Inga underarter finns listade i Catalogue of Life.